# Jermyn Street

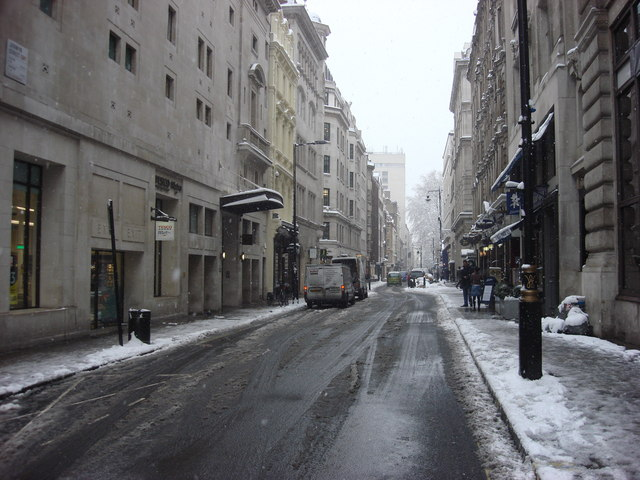
Jermyn Street

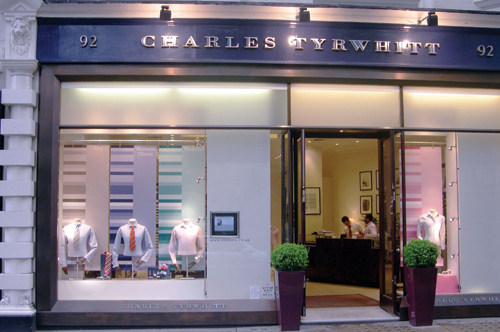
Winkel van Tyrwhitt in Jermyn Street

Jermyn Street is een straat in de Londense wijk St James's, die vooral bekendstaat als de straat waar winkels bijna uitsluitend gericht zijn op de klassieke herenkleding, wat mede komt doordat er vele beroemde hemdenmakers resideren in deze straat. Naast hemdenmakers zijn er ook herenconfectiekledingwinkels gevestigd als Hackett London en DAKS, schoenmakers als John Lobb en Foster & Son, klassieke kappers als Trumper en Old Taylor en ook is hier Engelands oudste kaaswinkel gevestigd.

## Geschiedenis
Jermyn Street werd opgericht door Henry Jermyn, eerste graaf van St Albans, naar wie de straat vernoemd werd en maakte rond 1664 deel uit van de bebouwing van de huidige wijk St James's. De eerste jaren diende de wijk voornamelijk als woonwijk en had Jermyn Street bekende bewoners als John Churchill, eerste hertog van Marlborough, Isaac Newton, William Plunkett, de hertogin van Richmond en de gravin van Northumberland.
Aan het einde van de 18e eeuw stond de straat erom bekend vele buitenlandse revolutionairen te huisvesten. Voorbeelden van verblijfplaatsen waren 'The Gun Tavern' en het 'Grenier's Hotel', dat uitsluitend onderdak bood aan Franse vluchtelingen. 
Na ontsnapping uit het Fort van Ham resideerde Napoleon III in het 'Brunswick Hotel' onder de schuilnaam graaf d'Arenberg.
Hoewel hij zelf niet in de straat woonde, siert een standbeeld van dandy Beau Brummell het straatbeeld aan het kruispunt met Piccadilly Arcade, om zo de kledingwaarde van de straat te onderschrijven.

## Hemden
De winkels in Jermyn Street verkopen traditiegetrouw hemden en andere benodigdheden voor de gentleman zoals hoeden, schoenen, scheerkwasten, eau de cologne en bretels.
De meeste kleermakers bezitten nog steeds de huizen in de straat en verhuurden in de loop der jaren de kamers boven de winkels aan prominenten als bankier Theodore Rothschild en zijdehandelaar Cesare Salvucci.

### Lijst van hemdenmakers
Het merendeel van de hemden uit Jermyn Street wordt elders gefabriceerd, doorgaans in Ierland, en niet langer in de ateliers onder of achter de winkels.
| Maathemden, hemden naar maat en confectiehemden: - Emmett London (No. 112) - New & Lingwood (No. 53) - Turnbull & Asser (No. 71) - Hilditch & Key (No. 37 & 73) - Harvie & Hudson (No. 77, 96 & 97) - Emma Willis (No. 66) Hemden naar maat en confectiehemden: - Thomas Pink (No. 85) - Charles Tyrwhitt (No. 100) | Confectiehemden: - Duchamp (No. 68) - Hawes & Curtis (Nos. 82 & 33) - Hackett (No. 87) - T. M. Lewin (No. 106) - Roderick Charles (No. 90) - DAKS (No. 101) |

### Schoenenwinkels
- John Lobb  (No. 88) (Het betreft hier de schoenen naar maat en confectieschoenen eigendom van Hermès, niet te verwarren met de maatschoenmaker John Lobb in St. James's Street No. 9)
- WS Foster & Son (No. 83)
- Edward Green Shoes (No. 75)
- Crockett & Jones (No. 69)
- Church's (Nos. 108 & 110)
- Tricker's (No. 67)
- Barker Shoes (No. 38)

### Andere winkels
Naast hemdenmakers, is Jermyn Street ook de thuisbasis van andere bekende winkels als:
- Beretta -  geweermaker sinds 1526 en leverancier van jacht- en competitiegeweren, -kleding en accessoires (op de hoek van Jermyn en St. James's Street).
- Bates - hoedenmaker (No. 73)
- Floris - parfums, eau de toilette en zeep (No. 89)
- Geo.F. Trumper - gentlemen's kapper (No. 20)
- Paxton & Whitfield - kazen en delicatessen (No. 93)
- Rowley's - restaurant (No. 113)
- Taylor of Old Bond Street - scheer- en huidproducten voor de gentleman (No. 74)